# イワダレソウ
イワダレソウ（岩垂草、Phyla nodiflora）はクマツヅラ科イワダレソウ属の植物。地表を低く這う植物で、よく群落を作る。

## 特徴
茎は細長く、基部で枝分かれして地表を這い、節々から根を下ろす。各節から対生して葉を出す。圧毛のある葉は、倒卵状楕円形で鋸歯があり、長さは1-4cmで厚い。花は、7-10月に咲く。葉の付け根から花柄が伸びて少し立ち上がり、その先端に楕円形の太く短い花序が付く。花序は穂状花序だが、花の間が詰まっており、ちょうどワレモコウのような形になる。花はその表面に花びらを広げ、紫色になる。果実は2個に分かれ、広卵形で長さは約2mmになる。

## 分布と生育環境
世界中の熱帯から亜熱帯に広く分布する。北アメリカには帰化している。日本では本州南岸から南、南西諸島などに分布している。海岸によく生え、乾燥にも強く、1日の日照時間が3時間程度でも成長する。

## 利用
近年、このイワダレソウを用いての砂漠の緑化も研究されている。また、より小さいが花が目立つヒメイワダレソウ (Phyla canescens (Kunth) Greene) が園芸用に栽培されている（「リッピア」で流通）。
丈が伸びにくく、地表を這うように広がることから、空港などのグラウンドカバーに向いている。
農業害虫による被害を抑える有用な土着天敵が多く生息していることから、落葉果樹の下草として植えられる。
イワダレソウとヒメイワダレソウを交配して作出されたクラピアという品種があり、グラウンドカバーとして利用されている。本品種は2005年に品種登録申請され、2008年に品種登録されているが、2007年に登録品種名を「Sヒトシ4世」に変更されている。流通名にはクラピアが用いられている。

## 画像

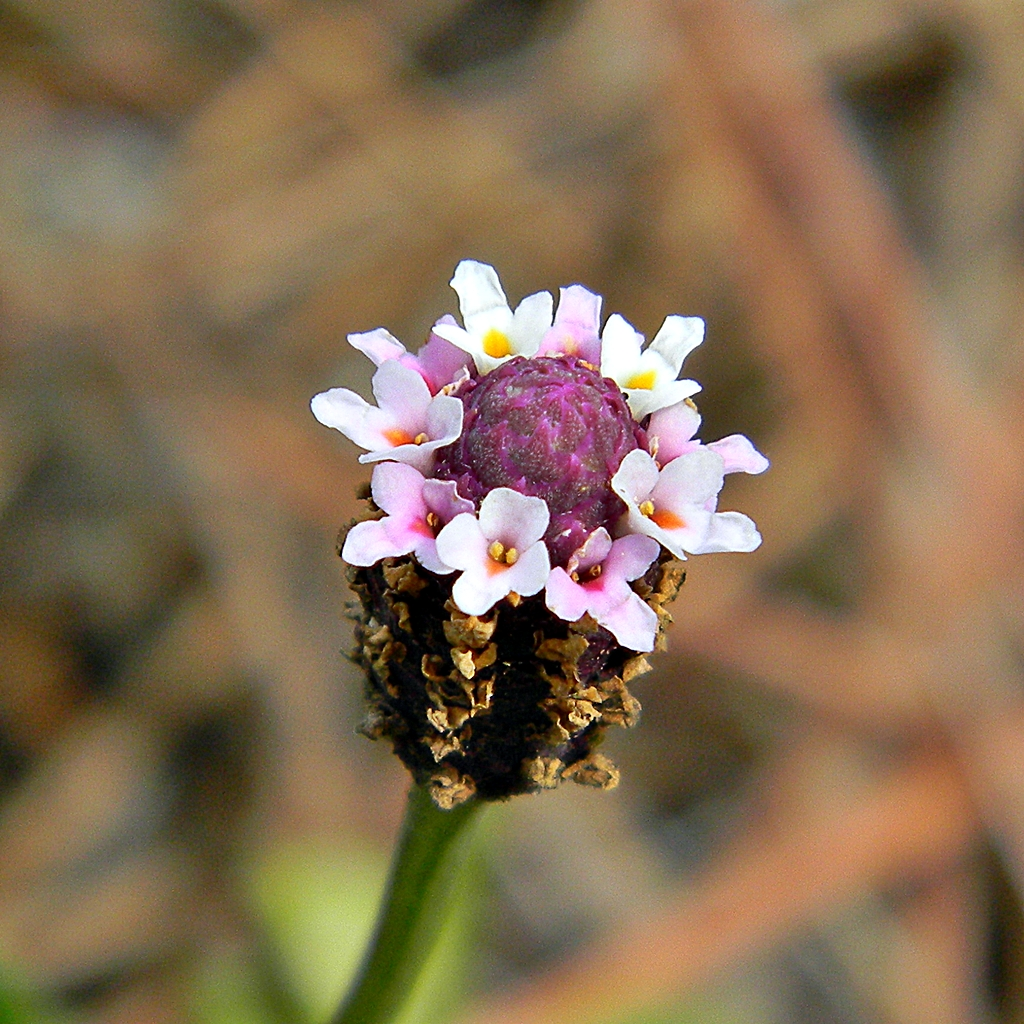
花
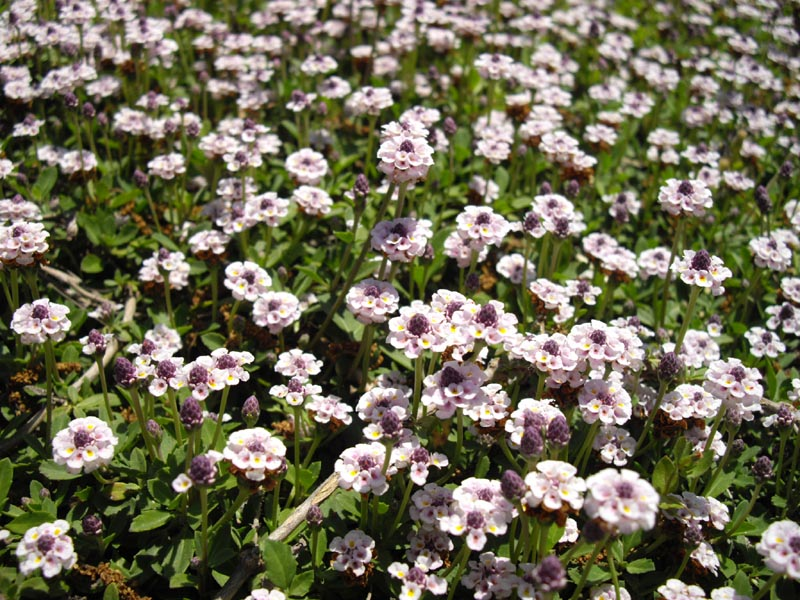
群落
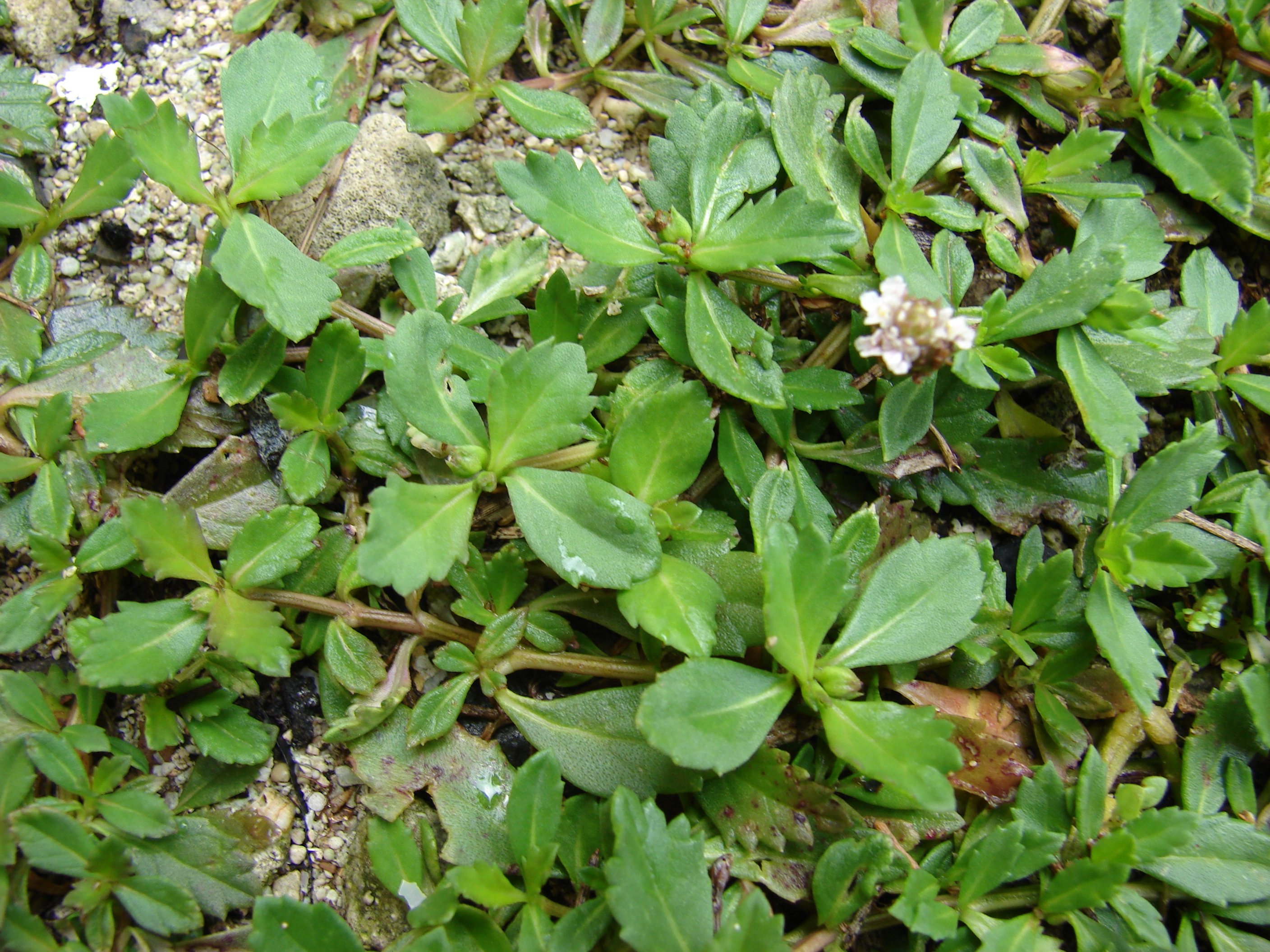
葉
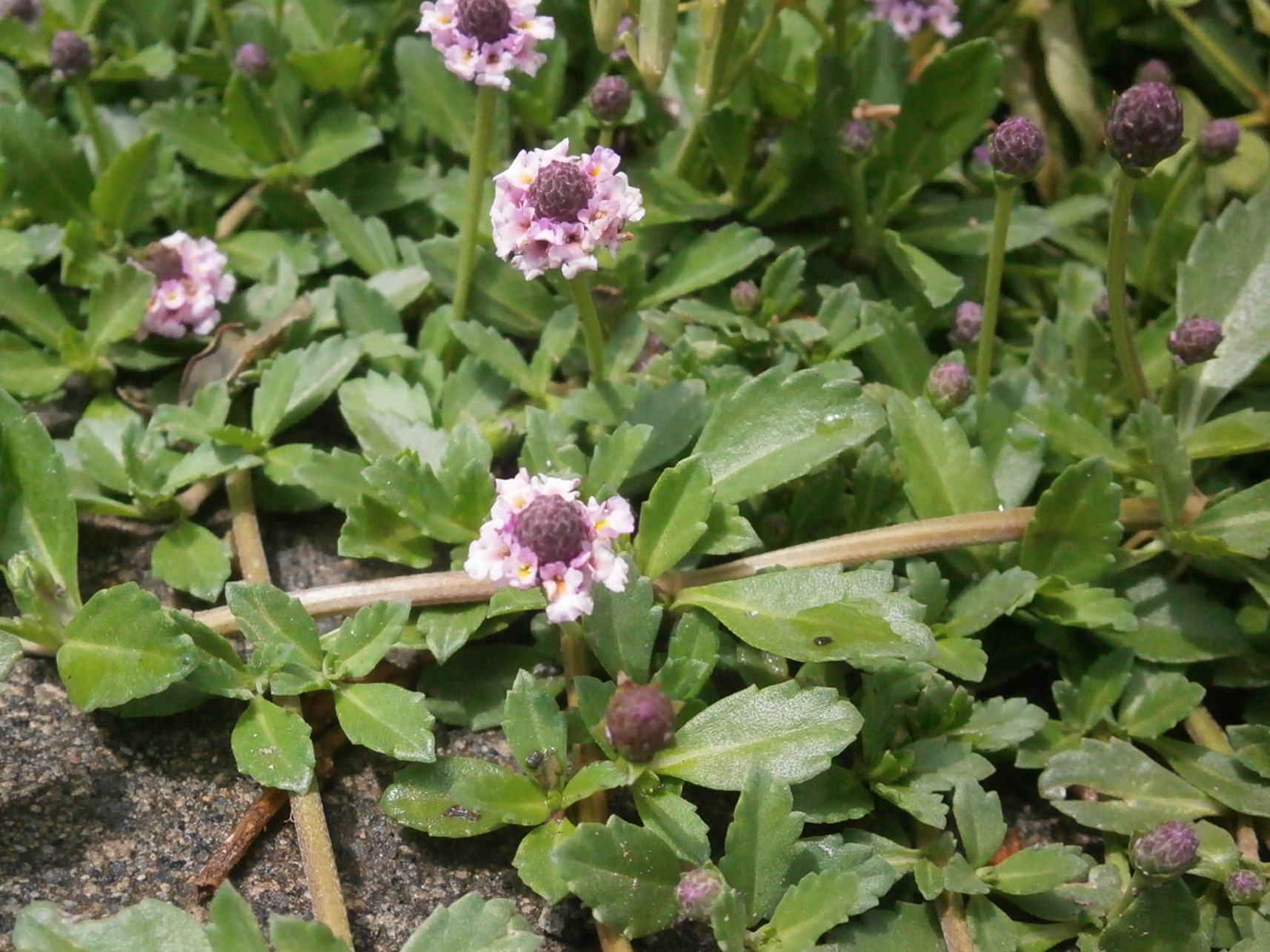
クラピア